# Suzuki Splash
A Suzuki Splash Magyarországon és Indiában gyártott személygépkocsi. Elsőként 2008-ban került forgalomba, átvéve ezzel a Suzuki Wagon R+ helyét. A modellt 2014 végén kivonták az európai piacról, utódja, a Suzuki Celerio 2015 nyarán került forgalomba. 2016-ban az indiai piacról is kivonták az ott Maruti Ritz néven árusított modellt, helyét a Maruti Ignis vette át.

## Története
A Suzuki Splash a Suzuki Motor Corporation miniautójaként lett megálmodva, a 2002-ben meghirdetett Európai Reneszánsz program részeként. A program célja a Magyar Suzuki Zrt. termelésének fokozása és ezzel együtt egy precíz, széles körű európai értékesítési hálózat kiépítése volt. Ezzel a Magyar Suzuki Zrt. a gyártás és a fogadókészség egyidejű stimulálását tűzte céljául. A program során jelentős beruházás-sorozat indult el a magyar vállalatnál, amely anyagi, technológiai és munkaerő bővítést hozott magával.
Ennek következménye, hogy 2006-ban a párizsi autókiállításon bemutatták a prototípust, melyet Project Splash névre kereszteltek. Egy év múlva Frankfurtban már a szériamodellt állították ki, mint a Suzuki Wagon R+ szellemi utódja. A gyártást a 2008-as év első negyedévében, az értékesítést a második negyedéveben kezdték meg. A Suzuki Wagon R+-hoz hasonlóan ezt a típust is megvásárolta az Opel, és Opel Agila néven kezdte forgalmazni, kisebb átalakításokkal a karosszérián.
A Suzuki Splash 2009-ben elnyerte a Magyar Termék Nagydíjat. A Magyar Termék Nagydíj olyan mutatókat jelképez, mint a tudás, az innováció és a minőség. A védjegyet viselő termékek és szolgáltatások a gyártók és a forgalmazók fogyasztók iránti elkötelezettségét jelzik, s önként vállalt minőségi garanciát jelentenek.

## Suzuki Splash (2008-tól)
Ez a típus mondhatni teljesen a Suzuki Swift alapjaira épül, mert Swift alvázára építették az autót. Magas tetővonala, sportos kezelhetősége és kis méretei miatt, kiválóan teljesít a városi forgalomban.[forrás?] Háromféle motorral és három különböző felszereltségi szinten gyártják a típust. Felszereltségi szinteknél megkülönböztetünk GC, GLX, GS modelleket.

## Felszereltségi Szintek
A GC felszereltségi szint elég szerény, mert a biztonsági rendszerekből csak az ABS-EBD (blokkolásgátló-fékerőelosztó), valamint a vezető és utasoldali légzsák jutottak szerephez, de az ISO-FIX gyerekülés rögzítő rendszer, és az ajtók oldalmerevítési miatt így is elég biztonságos. A csomagtér 202 literes űrtartalmával rendelkezik, mely a hátsó üléssor ledöntésével, ami csak egy darabban lehetséges, 462 literre növelhető.  Itt nincsenek elektromos ablakemelővel ellátott ablakok és a tükrök is manuálisan mozognak, de a szervokormány az itt is megtalálható.
A GLX szint, az úgynevezett középkategória. Ebben a modellben már 4 légzsák vigyáz az utasokra, megjelennek a külső fűthető tükrök, az 1,2 literes benzines típusokban megtalálható már a műszerfal tetejére helyezett fordulatszámmérő. A biztonsági berendezések csak a légzsákok számában változtak, és a hátsó üléssor immár 40/60 arányban dönthető és teljesen sík felületet képez a csomagtér padlójával, így a térfogata 573 literre növelhető. Itt már az vezető, és utasoldali ablakok és a külső tükrök a vezető oldaláról egy kis Joystick segítségével mozgathatóak.
A GS legnagyobb, teljes felszereltségű modell, itt már megtalálható a függönylégzsák, a vezető és utasoldali és oldallégzsákok mellett és az elektronikai rendszer is megkapta az elektronikus menetstabilizáló-rendszert (ESP). A felszereltség tovább bővült, felszerelésre kerültek az első ködfényszórók, valamint az autó komfortérzetének javítása érdekében a beszerelésre került az első ülések fűtése valamint a hátsó sorban utazók hőérzetének javítása érdekében a hátsó fűtéscsatorna.

## Jellemzés
Az autó belsőtere nagymértékben változott az előző típusokhoz képest. A meglehetősen magas ülések kényelmesek, jó az oldaltartásuk.[forrás?] A kormánykerék ismerős lehet azoknak akik már ültek a 4. generációs Swift volánja mögött. A hátsó üléssor már nem annyira szűkös mint az elődökben, nagyobb a fejtér és lábaknak is jut elég hely. Sok tárolóhely van a sofőr és az utas közelében. Az MP3/WMA lejátszására képes CD-s rádió szintén a Swift terméke. Az autó a tükrök segítségével jól belátható, mivel szinte nincs hátulja a Splash-nek így nagyon könnyű vele tolatni és nem kell azon aggódni mikor koppan a hátulja valami bóján vagy oszlopon.[forrás?] Változás történt a műszerfalon, a fordulatszámmérőt a műszerfal tetejére helyezték, a vezető elé egy elég nagy méretű sebességjelző került, melynek az alsó részén található egy többfunkciós kijelző, melyen az alábbi információk tekinthetők meg:
- Összes megtett Távolság
- Napi számláló A
- Napi számláló B
- Pillanatnyi fogyasztás
- Átlag fogyasztás

Külsőre egy teljesen megújult formát láthatunk, melyen fellelhető egy-két olyan elem amely a Swift 3–4. generációján is megtalálható, mint például az oldalirányjelzők. A alváz teljes egészét a Swifttől örökölte. De ez igaz a futóműre és a kormányműre is.

### Biztonság
Hat darab légzsák, elektronikus menetstabilizáló-rendszer, ABS és fékerőelosztó rendszer és további eszközök biztosítják a vezetőnek és utasainak, hogy a lehető legnagyobb biztonságban érezzék magukat az autóban. Ezt bizonyítja az is, hogy az Euro NCAP töréstesztjén 4 csillagos minősítést ért el az autó. A vezetőoldali légzsák állandóan üzemel, mint a függöny-, és oldallégzsákok, de az utasoldali légzsák kikapcsolható, így az utasoldalán használható hátrafelé néző gyermekszállító rendszer. A felnőtt és gyermekvédelem megfelelő, a gyalogosvédelem a lökhárító szempontjából maximális pontszámot ért el, a gépháztetőt nem pontozták.

## Motortípusok
A Suzuki ehhez a típusához 3 féle aggregátot kínál, melyből a K10B és K12B benzin motorok egy teljesen új fejlesztés eredményei, az utóbbit használták fel a Suzuki Swift MK5 (2010-től) típushoz, kicsit módosítva. A Z13DTJ turbó dízelmotort a Fiattól vették át és saját maguk készítik. 5 fokozatú kézi és 4 fokozatú automata váltóval rendelhetőek, a CO2 kibocsátásaik pedig nagyon jó eredményeket mutattak ebben a kategóriában.[forrás?] Fogyasztási mutatói is jelentősen javultak a Swifthez képest, városi forgalomban 7 L/100 Km, városon kívül 4,5 L/100 Km, Vegyes fogyasztásban pedig 5,5 L/100 Km, így a 45 literes üzemanyagtank körülbelül 750 Km megtételére alkalmas üzemanyagot képes eltárolni.
K10B
- Hajtóanyag: benzin
- Lökettérfogat: 996 ccm
- Hengerek száma: 3
- Szelepek száma: 12
- Teljesítmény: 65 LE
- Nyomaték: 90Nm
- CO2: 120g/Km

K12B
- Hajtóanyag: benzin
- Lökettérfogat: 1242 ccm
- Hengerek száma: 4
- Szelepek száma: 16
- Teljesítmény: 86 LE
- Nyomaték: 114Nm
- CO2: 131/142g/Km (5MT/4AT)

Z13DTJ
- Hajtóanyag: dízel
- Lökettérfogat: 1248 ccm
- Hengerek száma: 4
- Szelepek száma: 16
- Teljesítmény: 75 LE
- Nyomaték: 190Nm
- CO2: 120g/Km